# Maria Luigia Guaita
Maria Luigia Guaita (Pisa, 11 agosto 1912 – Firenze, 26 dicembre 2007) è stata una partigiana, editrice e scrittrice italiana, promotrice in Italia dell'arte litografica.

## Biografia
Nasce da una famiglia pisana che, dopo un breve periodo torinese, si stabilisce a Firenze per gli impegni lavorativi del padre ingegnere. In questa città frequenta il liceo Galilei e, grazie al fratello Giovanni, si avvicina all'ambiente liberal-socialista fiorentino
. Nel 1941 inizia a lavorare nella sede locale della Banca Nazionale del lavoro; si impegna attivamente con il gruppo fiorentino Giustizia e Libertà contribuendo in prima persona a diverse azioni partigiane, nel periodo della liberazione di Firenze dai Nazifascisti. Dopo la fine della guerra collabora alle “Edizioni U” fondate da Dino Gentili, Carlo Ludovico Ragghianti e Aldo Garosci. Collabora in seguito alla rivista diretta da Mario Pannunzio “Il Mondo” Citata tra i fondatori del Partito d'Azione Fiorentino. Nel 1959 fonda la Stamperia “Il Bisonte” che ben presto diviene un punto di riferimento a Firenze per gli artisti di livello internazionale.
Sposa l'editore Enrico Vallecchi. Dirige il centro “Il Bisonte” fino alla morte, sopraggiunta all'età di 95 anni.

### Nella Resistenza
Inizia la sua militanza antifascista clandestina in Giustizia e Libertà che a Firenze raccoglie gli oppositori al regime vicini all'area liberal-socialista. In virtù della sua mansione di addetta allo sportello presso la Banca Nazionale del Lavoro, Tristano Codignola le affida il compito di fornire a ebrei e antifascisti documenti falsi, dando così loro modo di superare i controlli polizieschi. La sua attività consiste nel sovrintendere al servizio dei timbri e delle tessere false, documenti personali di identificazione, permessi di circolazione, licenze e congedi militari utilizzati come lasciapassare da ebrei ed antifascisti. Per questo la sua abitazione di Via Caselli 4 a Firenze diviene il quartier generale di questa attività; in pratica, l'ultimo piano dell'edificio diviene un deposito di armi ed esplosivi e il punto di ritrovo per riunioni segrete tra antifascisti.
Dopo l'Armistizio dell'8 settembre 1943 dichiara pubblicamente la sua adesione all'antifascismo, si dimette dal lavoro in banca ed entra in clandestinità impegnandosi come staffetta partigiana. Nel periodo della liberazione, dal settembre 1943 all'agosto 1944, da lei definito “anno grande”, dà prova di tenace attivismo contro i nazifascisti, distinguendosi per il coraggio e la determinazione. La sua incessante attività di staffetta consiste innanzitutto nella diffusione della stampa antifascista e nell'organizzazione delle cellule clandestine legate al Partito d'Azione. Inoltre, agli ordini del Comando militare azionista, intraprende avventurosi spostamenti per mantenere i collegamenti tra il CTLN (Comitato Toscano di Liberazione Nazionale), gli alleati e le formazioni partigiane presenti nell’area compresa tra Viareggio, Massa Carrara, la Lunigiana e il Pistoiese, spostandosi da Firenze alla Versilia e alla Garfagnana su mezzi pubblici, dove spesso si trova a stretto contatto con tedeschi.
Collabora a Radio CORA, emittente clandestina, creata dal Partito d'Azione, che dal gennaio al giugno 1944 mantiene i contatti tra la Resistenza toscana e i comandi alleati. Il 7 giugno 1944, a seguito di una spiata, l'emittente subisce una incursione da parte dei tedeschi. In quella circostanza tutti i presenti vengono o arrestati e si interrompono le trasmissioni. Alcuni attivisti che tentano di resistere vengono uccisi, altri vengono deportati nel campo di concentramento di Fossoli. Rimangono miracolosamente superstiti del gruppo Ragghianti e Guaita che non erano, in quel momento, presenti nella sede. Maria Luigia infatti era in missione in Versilia ed Il giorno successivo all'incursione, mentre lei, tornata da Viareggio, si sta recando allo studio dell'avvocato Bacci per riferire le informazioni ricevute, viene avvisata da una partigiana e si mette al riparo.  Scampati all'agguato, Ragghianti e Guaita, fin dal 10 giugno, recuperano una nuova radio ed una nuova sede, riuscendo così a riprendere i collegamenti radio con gli Alleati.
Una delle imprese maggiormente degne di nota tra quelle da lei riportate nel libro autobiografico Un anno grande è la collaborazione attiva nell'organizzazione della fuga di Luigi Boniforti, importante capo della resistenza fiorentina, dalla clinica dove si trovava ricoverato sotto sorveglianza dei militari; impresa che viene portata a buon fine con modalità rocambolesche, utilizzando biciclette e mezzi di fortuna.
L'11 agosto viene incaricata dal capitano Nello Niccoli di andare a Palazzo Vecchio ad avvisare di dare il segnale per l'insurrezione perché i tedeschi sono usciti dalla città; corre poi in Via Condotta 8 ad avvisare il Comitato di Liberazione Nazionale (CNL); alle ore 6:43 suonerà la Martinella, campana di Palazzo vecchio e la popolazione fiorentina insorge contro i nazifascisti

### Nel dopoguerra
Alla fine del 1944, dopo la liberazione di Firenze, entra a far parte della casa editrice Edizioni U. Fondata nel 1944 da Dino Gentili e nata per divulgare gli ideali di Giustizia e Libertà e raccontare le storie di coloro che avevano fatto la Resistenza, con lo scopo di permettere al grande pubblico di leggere autori come Gaetano Salvemini, Aldo Garosci, Leo Valiani e Carlo Levi, prima di allora censurati dal Regime. La Edizioni U ha tre sedi, rispettivamente a Milano, Firenze e Roma; la sede di Firenze è diretta da Carlo Ragghianti che, in qualità di storico dell'arte si occupa degli artisti oscurati dal fascismo come Carlo Levi di cui viene pubblicato un catalogo curato dalla moglie. Nella casa editrice fiorentina Maria Luigia, oltre a ricoprire il ruolo di segretaria di redazione, si occupa sia della correzione delle bozze che della contabilità. I libri sono stampati presso l'editore Vallecchi che lei successivamente sposerà nel 1972.
Quando nel 1948 si conclude l'esperienza delle Edizioni U, a causa degli impegni politici dei suoi componenti, lei passa a lavorare con Dino Gentili nella ditta Dreyfus Gentili che,  in una Prato distrutta dalla guerra, importa lana dall'Australia. In quel periodo si dedica anche alla scrittura e pubblica sul “Il Mondo” rivista diretta da Mario Pannunzio 25 articoli, e vince nel 1958 il Premio Prato, con il suo libro di memorie sulla Resistenza Storie di un anno grande. La sua natura di laica, aperta e ribelle alle ingiustizie, la spinge, nel 1956, a scrivere a Gentili una lettera accorata a proposito del comportamento ritenuto persecutorio del vescovo di Prato, Monsignor Fiordelli, contro una coppia di giovani sposati solo civilmente. Gentili passa la lettera a Pannunzio che la pubblica su “Il Mondo” suscitando grande scalpore, tanto che, sull'onda dello sdegno seguito a questo articolo, Maria Luigia suscita l'ostilità dei benpensanti pratesi. Stanca dell'ambiente bigotto della provincia, volendo inoltre mettersi al riparo da noie giudiziarie, si trasferisce in Scozia presso un'amica.

### Il Bisonte
Ad Edimburgo apprende la tecnica litografica dall'artista Anna Redpat che produce litografie su pietre della Baviera ed al suo rientro in Italia, nel 1959, fonda la stamperia Il Bisonte, nome scelto come omaggio alle incisioni delle grotte di Altamira.  Nella stamperia vengono impiegati abili incisori che introducono in Italia la tecnica della litografia fino ad allora sconosciuta, facendone l'attività principale del Bisonte. Ben presto, grazie al coinvolgimento di Rodolfo Margheri, pittore e incisore di grande maestria, e di due stampatori, ex operai dell’Istituto Geografico Militare, di un giovane apprendista, Raffaello Becattini, che diventerà un bravissimo stampatore, Il Bisonte assurge un rilievo internazionale, ospitando artisti di grande valore come Henry Moore, Graham Sutherland, Sebastian Matta, Ardengo Soffici, Gino Severini, Carlo Carrà, Alberto Magnelli, e molti altri, che vi producono incisioni di pregio. Nel 1960 Picasso vi pubblica l'unica sua litografia stampata in Italia. Come sottolineato nel catalogo della mostra per i 60 anni del Bisonte, la produzione della stamperia ben presto si dimostra efficace nell'adempiere al compito di "raggiungere nel bianco e nero la stessa qualità artistica dell'opera tradizionale"  risultando, al contempo, una scuola che attrae artisti da tutto il mondo.
Il 4 novembre 1966 l'alluvione dell'Arno sommerge la stamperia, come il resto della città, sotto quattro metri d'acqua, e Maria Luigia mette a repentaglio la propria vita nel vano tentativo di salvare opere molto importanti.  La notizia fa il giro del mondo, tanto che molti artisti si offrono di aiutarla a rimettere in piedi la sua attività e, tra le altre, riceve la visita, ed in seguito la collaborazione, di Henry Moore che nel 1968 presso il Bisonte pubblica una cartella di 6 litografie ed in seguito produce, proprio a Firenze, sculture divenute famose nel mondo.
In seguito all'introduzione della tecnica fotolitografica, di più facile esecuzione e molto più redditizia, che lei non apprezza ritenendo che svilisca il valore delle opere d'arte, si trova in contrasto con molti artisti tra cui Renato Guttuso, tanto che preferisce chiudere l'attività di stamperia e aprire una mostra continua delle opere prodotte da Il Bisonte. L'anno successivo con alcuni amici fonda un Centro culturale ed apre una scuola di incisione.
La scuola è tuttora attiva per merito del nipote Simone Guaita che ha raccolto l'eredità culturale della zia e porta avanti il Centro, divenuto nel frattempo fondazione, in collaborazione con Rodolfo Ceccotti e rappresenta un luogo di eccellenza internazionale per la formazione di artisti dediti alla stampa d’arte.
Nel corso della sua attività come stamperia, Il Bisonte ha assolto a una funzione importante come centro di divulgazione culturale improntato ad una linea progressista, con numerose iniziative solidali di sostegno a cause di impegno civile.
Di seguito si riportano le più importanti e degne di nota:
- 1960. Dietro sollecitazione della galleria Il Bisonte, Pablo Picasso ha prodotto una litografia in occasione della Conferenza Europea per l'amnistia ai condannati politici spagnoli.
- 1965. Produsse la cartella dedicata alle acciaierie di Piombino dall'artista Ferdinando Farulli, intitolata Diario a Piombino.
- 1968.  La galleria offrì sessanta litografie dei pittori Boschi, Giulietti e Tornabuoni all'iniziativa bolognese della Mostra per il Vietnam.
- 1969. Gli spazi de Il Bisonte ospitarono una mostra Per la libertà della Grecia allora sottomessa ad un regime dittatoriale, i cui ricavati, comprese le provvigioni a cui avrebbe avuto diritto la galleria, furono devoluti a favore delle associazioni della resistenza greca. Sempre nello stesso anno produsse una cartella, dal titolo le strade ferrate in occasione del primo centenario dell'unificazione della ferrovia italiana.
- 1970. Si impegnò personalmente nell'organizzazione di una mostra di manifesti del Maggio Francese.
- 1972. Cartella Galleria grafica contemporanea curata da Ragghianti, contenente 50 fogli il cui ricavato andò a favore della Associazione Nazionale assistenza agli spastici.

Grandi industrie italiane contribuirono anch'esse alla divulgazione della grafica d'arte regalando ai propri clienti e dipendenti cartelle di opere grafiche de Il Bisonte. L'Olivetti e l'Italsider usarono le grafiche come regali e strenne per i propri clienti ed Enrico Mattei, presidente dell'ENI, in occasione del Natale 1969 scelse come strenna la cartella i quattro Maestri prodotta da Il Bisonte. Altre grandi aziende fecero opera di diffusione della grafica d'arte proponendo ai propri dipendenti l'acquisto agevolato di incisioni.

## Scritti
- Maria Luigia Guaita, La guerra finisce, la guerra continua, Firenze, La Nuova Italia, 1957. Riedito nel 1975 con il titolo Storie di un anno grande: settembre 1943 agosto 1944, sempre da La Nuova Italia, con 2 capitoli in più.
- Maria Luigia Guaita et Al (a cura di), Firenze, Firenze, Olimpia, 1962.

## Onorificenze
- Commendatore ordine al merito della Repubblica Italiana, per l’attività svolta con la Divisione «Giustizia e Libertà», Servizio Informazioni, nel periodo 9 settembre 1943-7 settembre 1944; titolo conferitole dal Presidente Sandro Pertini con decreto del 26 febbraio 1981[31]
- Accademico Onorario della Accademia dell'arti del disegno nel 17.10.1995[32]